# エンゼルコップ
『エンゼルコップ』 (Angel Cop) は、1989年から1994年にかけて創映新社から発売された日本のOVA作品。

## 概要
1989年当時、アダルトアニメ『くりいむレモン』シリーズで有名だった創映新社が、一般向けOVAにも活路を見出すべく製作した作品の1つ。退廃的な近未来において警察官たちがテロリストたちと戦い、主人公のパートナーがサイボーグ化して復活するという要素からも、1987年7月17日（日本では1988年2月11日）に劇場公開されたアメリカ映画『ロボコップ』の影響を強く受けているうえ、本作以前から過激な暴力描写でも知られる監督の板野一郎の作風が色濃く出た内容となっている。後年、板野は映画『第9地区』のBD/DVD発売時に行われた国領雄二郎によるインタビューで彼に「傑作」と評された本作のことを、「あれは早過ぎましたね」と評している。
キャラクターデザインは1989年3月11日に劇場公開されたアニメ映画『ファイブスター物語』に続いて結城信輝が担当し、本作でも同様に描線の多いデザイン画を描き上げた。特に第1話は、作画監督を担当した梅津泰臣の画風と相俟って、高密度の描写が散見される。脚本は本作以前から数々のOVAで知られる会川昇が担当したが、第1話のみで降板して第2話以降は板野が担当したため、前述の作風はさらに強まっている。
当初は全4話構成だったが、諸事情から第3話で制作は一旦中止された。その後、4年以上の空白期間を経て制作に入った第4話はその内容から3話構成へ再構築され、第6話をもって完結した。
なお、会川のTwitterによれば、実写版の企画もあったが幻に終わったそうである。

## ストーリー
20世紀末。日本はGNP世界第1位となり、世界経済を牽引する経済大国となっていた。しかし、繁栄を享受する日本を快く思わない極左勢力や共産国家群は日本国内でのテロを活発化させ、日本の治安は極度に悪化した。これを憂慮した日本政府は、警視庁公安部にテロリスト対策を専門とする特殊公安（特公）を新たに設置した。特公の捜査官には、犯人の射殺を認める射殺許可証（マーダー・フリー）が与えられ、特公は日本の治安を影で守ることになった。
某日、国際手配されていた大物テロリストの須山武が逮捕され、日本に送還されてきた。しかし、須山は仲間のタチハラと共に逃走したため、特公が彼らの追跡任務に当たった。新人捜査官のエンゼルこと三加和蓉はパートナーのライデンこと酒田勇と共にタチハラを追跡するが、タチハラの確保に失敗してライデンが重傷を負ってしまう。その後、特公がタチハラの確保に成功すると同時に、彼の関係者が次々と殺害される事件が発生した。「口封じが行われている」と判断した特公は、背後関係を知るためにタチハラへの拷問と彼の仲間の確保に全力を挙げる。まもなく、「タチハラの仲間がビルに籠城している」という情報を得たエンゼルたちはビルへ向かうが、そこでテロリストを超能力によって殺し回るアスラとフレアのアメリカ人2人組、そして全身をサイボーグ化したライデンと出くわした。アスラとフレアは、自らがテロリストを狩る「ハンター」であることを語り、ライデンは自らを防衛庁の市原博士の実験によってサイボーグ化したことを語る。
一方、東京都知事の舞坂から捜査の中止を命令された特公部長のジチョウこと海将はその命令に疑問を感じ、舞坂に2年前から独自で捜査していた「Hファイル」の名を挙げてカマを掛けた。その結果、「Hファイル」の存在を知られたことで本性を現した舞坂は特公捜査官の抹殺を指令し、エンゼルたちは追われる身となってしまう。それと同時に、ハンターたちもエンゼルたちの命を狙い始めた。エンゼルは陰謀を公表するため、舞坂やハンターたちとの闘いに挑む。

## 登場人物

### 特殊公安
エンゼル / 三加和 蓉（みかわ よう）
声 - 土井美加
特公の新人捜査官。コードネームは「エンゼル」。25歳。正義を妄信し、人質を考慮せずに銃を向けるため、パートナーのライデンに注意されることが多い。相手を確実に殺すため、腹部と頭部に2発ずつ撃ち込むことを常とする（この射撃法は、劇中で「コロラド撃ち」と呼ばれている）。普段は私服だが、最終話では市原が開発した強化スーツを着て戦った。
ライデンやアスラと行動を共にするうち、人命の尊さを優先するようになる。
ライデン / 酒田 勇（さかた いさむ）
声 - 江原正士
エンゼルのパートナー。コードネームは「ライデン」。28歳。人命を第一に考えるため、パートナーのエンゼルとは口論になることが多い。
タチハラを追跡中に重傷を負い下半身不随となるが、市原博士の協力を得て全身をサイボーグ化する。ルシフェルとの闘いで瀕死の重傷を負い、ルシフェルを道連れにするため、エンゼルに自分ごと撃つように頼み、死亡する。
ハッカー / 風是 夢児（ふぜ ゆうじ）
声 - 大塚明夫
コードネームは「ハッカー」。37歳。サイバー捜査を担当するが、部隊を率いての現場指揮も行う。
ピースと共にタチハラを護送して市原研究所に向かうが、ルシフェルに襲撃されて殺害される。
ピース / 夜川 伶香（よがわ れいか）
声 - 佐久間レイ
ハッカーのパートナー。コードネームは「ピース」。23歳。ハッカーに好意を寄せている。
ハッカーと共にタチハラを護送して市原研究所に向かうが、ルシフェルに襲撃されて殺害される。
クワタ / 平川 真澄（ひらかわ ますみ）
声 - 寺島幹夫
特公部長補佐。コードネームは「クワタ」。54歳。海将とは長年の友人。
ハンターとの対話を試みるが、ルシフェルに捜査情報を奪われて殺害される。
ジチョウ / 滝 海将（たき かいしょう）
声 - 内海賢二
特公部長。コードネームは「ジチョウ」。53歳。ベトナム戦争での従軍経験を持つ。
2年前から「Hファイル」の捜査を独自に進めていた。舞坂との決着を着けるために都庁に向かうが、戸川の策にはまり捕まってしまう。銃撃された上に自白剤を投与され、一連のテロ事件の主犯に仕立て上げられそうになるが、隙を見て脱出する。

### ハンター
アスラ
声 - 佐々木望
ハンターの青年。軍の生体兵器として収監されていたが、ルシフェルやフレアと共に脱走し、弱者を守るためにハンターになる。
ルシフェルの暴走に怒りを感じ、エンゼルと協力してルシフェルと闘う。ルシフェルを追い詰めるが、力を使い果たして死亡する。
フレア
声 - 水谷優子
ハンターの少女。テロリストを殺すことに拒否反応を示しているが、ルシフェルの命令で渋々従っている。アスラを守る盾となりルシフェルに殺害される。
ルシフェル
声 - 弘中くみ子
ハンターのリーダー。念力、テレパシーなどハンターの中で最も多様かつ強い超能力を扱える。アメリカを乗っ取ったユダヤ資本に復讐するため、日本を支配してその国力を利用しようと企図し、特公のことを「テロリストに肩入れしている」と偽証して抹殺を図る。
エンゼル、ライデン、アスラに追い詰められ重傷を負うが、市原研究所のケーブルを自らに刺し込み、電力を取り込むことによる再生と情報システムの強奪を遂げて逆襲する。最後は、ライデンのサイボーグ部分に塗られた超能力を減殺する対エスパー・ジャマー・コーティング材ごとエンゼルに撃ち抜かれ、射殺される。

### その他
舞坂 英正（まいさか ひでまさ）
声 - 阪脩
東京都知事。特公の創設者だが、同時にハンターとタチハラの雇い主でもある。一連の事件の背後にいたアメリカに内通して日本の国土を売り渡すため、特公・ハンター・タチハラの抗争を引き起こして日本経済の破綻を目論む。
「Hファイル」の存在を嗅ぎ付けた特公の抹殺を図るが、最後はジチョウの仕掛けた爆弾によって爆死する。
戸川 茂之（とがわ しげゆき）
声 - 玄田哲章
公安三課課長。舞坂の側近で、実動部隊の隊長。舞坂と共に爆死する。
市原 辰郎（いちはら たつろう）
声 - 北村弘一
防衛庁市原研究所所長。強化外骨格の実用化を主張していたが、舞坂に妨害されて冷遇されていた。
重傷を負ったライデンを保護してサイボーグ化し、エンゼルもサイボーグ化しようとするが、拒否される。その後、「Hファイル」の証言者として特公に保護され、ルシフェルと闘うエンゼルたちをサポートし、ルシフェルに殺害される。
タチハラ
声 - 関俊彦
極左テロ組織「赤い五月」の次世代リーダー。アメリカ大統領暗殺未遂事件を起こして逮捕されるが、その後は舞坂に雇われ、極左組織を内部崩壊させるために日本に潜入する。
ハッカーとピースに護送されて市原研究所に向かうが、ルシフェルに襲撃されて殺害される。
須山 武（すやま たけし）
声 - 小関一
「赤い五月」のリーダー。20年間国外逃亡を続けていたが、タチハラと共に逮捕され、日本に送還される。
実はタチハラを入国させるために利用されただけであり、逃亡に成功した後に殺害される。

## スタッフ
- 企画製作 - 吉田尚剛
- プロデューサー - 野村和史
- 原案、監督 - 板野一郎
- キャラクターデザイン - 結城信輝
- メカニックデザイン - 森木靖泰、友田政晴、大畑晃一
- 美術設定 - 森川定美
- 音響監督 - 山田悦司
- 色彩設定 - 鈴木一法
- 特殊効果 - 柴田睦子、前川孝
- 音響効果 - 佐々木純一
- 編集 - 尾形治敏、伊藤勇喜子
- 音楽 - 小笠原寛
- 音楽制作協力 - 愛があれば大丈夫
- キャスティング協力 - 81プロデュース
- アニメーション制作協力 - STUDIO88
- アニメーション制作 - DAST
- 製作、発売元 - 創映新社

## 主題歌
エンディングテーマ「痛み」
作詞、作曲 - 柳沼由紀枝 / 編曲 - 加藤秀樹 / 歌 - クレヨン社

## 各話リスト
| 話数  | サブタイトル | 脚本            | 作画監督                  | 美術監督 | 撮影監督   | VHS発売日      |
| ----- | ------------ | --------------- | ------------------------- | -------- | ---------- | -------------- |
| 第1話 | 特殊公安     | 会川昇 板野一郎 | 梅津泰臣 友田政晴（メカ） | 佐々木洋 | 松沢宏明   | 1989年9月1日   |
| 第2話 | 変貌都市     | 板野一郎        | 中村悟 友田政晴（メカ）   | 佐々木洋 | 杉山幸夫   | 1989年12月21日 |
| 第3話 | 抹殺指令     | 板野一郎        | 越智博之 奥田民夫         | 佐々木洋 | 久保田典秀 | 1990年2月11日  |
| 第4話 | 痛み         | 板野一郎        | 瀬尾康博                  | 佐々木洋 | 岡崎秀夫   | 1994年5月20日  |
| 第5話 | 逆鱗         | 板野一郎        | 瀬尾康博 板野一郎（メカ） | 広野覚   | 岡崎秀夫   | 1994年5月20日  |
| 第6話 | 天使         | 板野一郎        | 中山岳洋 福田圭裕（補佐） | 長尾仁   | 新井隆文   | 1994年5月20日  |

## 発売・配信
VHSの発売後、DVDが全3巻構成で2000年から2001年にかけてアットエンタテインメントより、DVD-BOXが2006年にショウゲート（現・博報堂DYミュージック&ピクチャーズ）より、それぞれ発売された。2024年現在、国内では各配信サイトにてインターネット配信が行なわれているほか、日本国外ではDiscotek Mediaより『Angel Cop Blu-Ray』のタイトルでBD-BOXが発売されている。このBDはDVDのSDソースをアップコンバートしたものであったが、2021年にはオリジナルの35mmフィルムからのHDリマスター化を経て、2022年に同社より『Angel Cop Remastered Steelbook Blu-ray』のタイトルでHDリマスター版が発売されている。

## 漫画版
北崎拓により、『エンジェル・コップ』のタイトルで月刊ニュータイプ1989年6月号から同年9月号まで連載され、単行本がニュータイプ100%コミックスから全1巻で発売された。アニメ版の序盤が漫画化されているが、会川による初期版脚本を元としており、サイボーグ化されるのはライデンではなくエンゼル（本作ではエンジェル）となっているうえ、自我を取り戻した後の彼女が意図せずサイボーグ化されたことに苦悩する描写も盛り込まれている。
書誌情報
- エンジェル・コップ 1990年4月発売 ISBN 978-4-048-52235-9